# (22611) Galerkin
(22611) Galerkin est un astéroïde de la ceinture principale, découvert le 17 mai 1998 par Paul G. Comba.